# (4684) Bendjoya
(4684) Bendjoya (1978 GJ) – planetoida z grupy pasa głównego asteroid okrążająca Słońce w ciągu 3,72 lat w średniej odległości 2,4 j.a. Odkryta 10 kwietnia 1978 roku.